# Тејлор Лејк Вилиџ (Тексас)
Тејлор Лејк Вилиџ (енгл. Taylor Lake Village) град је у америчкој савезној држави Тексас. По попису становништва из 2010. у њему је живело 3.544 становника.

## Демографија
Према попису становништва из 2010. у граду је живело 3.544 становника, што је 150 (4,1%) становника мање него 2000. године.
| Група             | 2000.         | 2010.         |
| Белци             | 3.287 (89,0%) | 3.026 (85,4%) |
| Афроамериканци    | 100 (2,7%)    | 79 (2,2%)     |
| Азијати           | 76 (2,1%)     | 128 (3,6%)    |
| Хиспаноамериканци | 169 (4,6%)    | 261 (7,4%)    |
| Укупно            | 3.694         | 3.544         |